# Кастелнуово дел'Абате
Кастелнуово дел'Абате је насеље у Италији у округу Сијена, региону Тоскана.
Према процени из 2011. у насељу је живело 231 становника. Насеље се налази на надморској висини од 375 м.